# João Fiadeiro
José João Fiadeiro Nascimento (Paris, 7 de Junho de 1965) é um artista, coreógrafo, performer, professor e investigador português, residente em Lisboa. Pertence à geração de coreógrafos que emergiu no final da década de 1980 e que, na sequência do movimento “pós-moderno” americano e dos movimentos da "Nouvelle Danse" francesa e belga, deu origem à "Nova Dança Portuguesa".

## Biografia
José João Fiadeiro Nascimento nasceu em Paris em 1965, lugar onde os seus pais estiveram exilados durante o período da ditadura fascista em Portugal protagonizada pelo chefe de estado António de Oliveira Salazar. Passou a sua infância na Argélia, El Salvador e no Brasil antes de regressar a Portugal em 1972.
Inicia o seu percurso em dança nos anos 80 enquanto aluno bolseiro na Escola de Dança Rui Horta (1982), e depois nos cursos de formação profissional do Ballet Gulbenkian (1983), onde investe numa formação em técnicas de dança clássica e moderna, continuada posteriormente em Nova Iorque no Peridance Center (84-85) e na Paul Taylor Dance School (86).
Foi bailarino na Companhia de Dança de Lisboa (1985-1986; 1988), fundada por Rui Horta e José Manuel Oliveira em 1984, no Peridance Ensemble e Mark Haim & Friends (1986) em Nova Iorque. 
Nos EUA, entra em contacto com o movimento pós-moderno Americano e continua a sua formação autónoma em ateliers de coreógrafos como Trisha Brown, Steve Paxton e David Gordon, “passando a concentrar-se nas técnicas de improvisação e composição surgidas com esse movimento" e que viria a aprofundar em vários workshops.
Em 1988, é convidado a integrar o elenco do Ballet Gulbenkian (88-89), então dirigido por Jorge Salavisa, onde fica durante uma temporada. É neste período que João Fiadeiro desenvolve o seu primeiro trabalho coreográfico - Plano para identificar o centro (1989) - no contexto do XII Estúdio Coreográfico do Ballet Gulbenkian. 
Em 1989, vai para Berlim e entra em contacto com as metodologias de composição do coreógrafo belga Wim Vanderkeybus e aprofunda a sua experiência nas práticas de contacto-improvisação com Dieter Heitkamp e Howard Sonnenkar. Nesse mesmo ano, funda, juntamente com Vera Mantero, Francisco Camacho, André Lepecki, Carlota Lagido e Paulo Abreu, a cooperativa Pós d'Arte, um fórum de discussão artística. Em 1990, viria ainda a colaborar enquanto bailarino/performer para Francisco Camacho. 
Em 1990, funda a Companhia RE.AL (Resposta.ALternativa) que vai ao encontro de dar uma "continuidade" ao seu trabalho de autor com colaboradores regulares. Ao mesmo tempo, foca-se na criação de diálogos construtivos com a comunidade artística, os públicos e os agentes culturais, através de projectos experimentais, co-produções, residências, festivais, workshops e edições. A RE.AL tornou-se assim numa estrutura fundamental no movimento chamado de ‘Nova Dança Portuguesa’ dos anos 90, e João Fiadeiro, no interior desse movimento, afirma-se através da criação das suas primeiras peças. Entre estas, destacam-se Retrato da Memória Enquanto Peso Morto (1990) e Solo para Dois Intérpretes (1991), apresentado no festival Klapstuck'91 no âmbito da Europalia 91 dedicada a Portugal, na Bélgica, que viria a trazer reconhecimento e visibilidade internacional ao seu trabalho. Nessa altura, escreve André Lepecki a propósito do projeto: "estamos perante uma viragem na linguagem de João Fiadeiro". Seguem-se O que Eu Penso que Ele Pensa que Eu Penso (1992), Branco Sujo (1993), Self(ish) Portrait (1995), I Am Sitting in a Room Different From the One You Are In Now (1997), O que Eu Sou Não Fui Sozinho (2000), Existência (2002) e I Am Here, a partir da obra de Helena Almeida (2003). Nesse ano, colaborou ainda com o cineasta Pedro Costa na concepção do filme-conferência The End of a Love Affair.    
Entre 1995 e 2000, colaborou regularmente com os Artistas Unidos enquanto responsável pelo movimento em cena das encenações de Jorge Silva Melo. Esta relação levou-o a encenar três peças produzidas por essa estrutura, entre as quais À Espera de Godôt de Samuel Beckett, no ano 2000.  
A partir de 1995, dá inicio à sistematização do método de Composição em Tempo Real que suporta, sustenta e determina a sua actividade enquanto artista, formador e investigador "enquanto instrumento e plataforma teórico-prática para pensar a decisão, a representação e a colaboração."
Em 2008, suspende a sua actividade enquanto coreógrafo e autor, desviando o seu foco de interesse para iniciativas onde o processo – em oposição ao produto – passa a ser o seu objecto central. Entre 2011 e 2014, co-dirigiu, com a antropóloga Fernanda Eugénio, o centro de investigação AND_Lab em Lisboa, uma plataforma de formação e pesquisa na interface entre criatividade, sustentabilidade e quotidiano em os investigadores  pretendem questionar e experimentar modalidades do “como viver juntos”. Um dos resultados desta longa colaboração, foi a performance Secalharidade desenvolvida com Fernanda Eugénia em 2012, que marca um regresso ao trabalho autoral, depois continuado com a revisitação da peça dedicada ao trabalho de Helena Almeida em novo formato conferência - I am (not) here (2014) - e finalmente o trabalho de grupo O que fazer daqui para trás (2015).

## Obras
- 1989 - Plano para identificar o centro - para o XII Estúdio Coreográfico do Ballet Gulbenkian
- 1989 - Act of Cumplicity - para os alunos finalistas da Escola de Dança do Conservatório de Lisboa
- 1990 - Do Medo, da Ilusão e da Queda
- 1990 - Retrato da Memória Enquanto Peso Morto
- 1991 - Solo para Dois Intérpretes – estreia no Klapstuk’91
- 1992 - Solos
- 1992 - O que Eu Penso que Ele Pensa que Eu Penso – estreia no Encontros Acarte 92
- 1992 - Estudos - para os alunos finalistas da Escola de Dança do Conservatório de Lisboa
- 1992 - Sem Título - para a Companhia CêDêCê de Setúbal
- 1993 - Branco Sujo
- 1994 - Recentes Desejos Mutilados
- 1995 - Amor ou Sexo - para os alunos finalistas do Centre National de Danse Contemporaine de Angers (França)
- 1995 - Self(ish) Portrait
- 1995 - O Desejo Ardente Deve Ser Acompanhado por Uma Vontade Firme
- 1996 - Bonjour Tristesse - para o Ballet Gulbenkian
- 1997 - Vidas Silenciosas
- 1997 - I Am Sitting in a Room Different From the One You Are In Now
- 1998 - Mindfield
- 1998 - … E Inversamente
- 2000 - O que Eu Sou Não Fui Sozinho
- 2001 - Aicnêtsixe
- 2002 - Existência
- 2003 - I Am Here, a partir da obra de Helena Almeida
- 2003 - The end of a love affair - conferência performance em colaboração com Pedro Costa
- 2007 - Para onde vai a luz quando se apaga
- 2008 - Este corpo que me ocupa
- 2012 - Secalharidade – em colaboração com Fernanda Eugénio
- 2014 - I am (not) here
- 2015 - O que fazer daqui para trás - estreia no Teatro Maria Matos

Com os Artistas Unidos:
- 1995 - António um rapaz de Lisboa - de Jorge Silva Melo, encenação de Jorge Silva Melo (Gulbenlkian/Tivoli).
- 1996 - O fim ou tende misericórdia de nós - de Jorge Silva Melo, encenação de Jorge Silva Melo (Culturgest/Litografia).
- 1997 - Prometeu agrilhoado/libertado - de Jorge Silva Melo, encenação de Jorge Silva Melo (Teatro da Trindade).
- 1998 - A Tragédia de Coriolando - de William Shakespeare, encenação de Jorge Silva Melo (Teatro Rivoli).
- 1998 - A queda do egoísta Johann Fatzer - de Bertolt Brecht, encenação de Jorge Silva Melo (Teatro Variedades).
- 1999 - Torquato Tasso - de Goethe, encenação de Jorge Silva Melo (Acarte).
- 2000 - À espera de Godot - de Samuel Beckett, encenação de João Fiadeiro (Espaço A Capital).
- 2001 - 4.48 PSICOSE - de Sarah Kane, encenação de João Fiadeiro (Espaço A Capital).
- 2004 - A noite canta os seus cantos - de Jon Fosse, encenação de João Fiadeiro (Teatro Taborda)

Com o Teatro Griot:
- 2016 - O lugar por onde a vaca passou - a partir de Prometeu (Teatro do Bairro).